# Sauteyrargues
Sauteyrargues est une commune française située dans le nord-est du département de l'Hérault, en région Occitanie.
Exposée à un climat méditerranéen, elle est drainée par le Brestalou, le Rieufrêche et par divers autres petits cours d'eau. La commune possède un patrimoine naturel remarquable composé de deux zones naturelles d'intérêt écologique, faunistique et floristique.
Sauteyrargues est une commune rurale qui compte 435 habitants en 2022, après avoir connu une forte hausse de la population depuis 1975. Elle fait partie de l'aire d'attraction de Montpellier.

## Géographie

### Climat
Pour des articles plus généraux, voir Climat de l'Occitanie et Climat de l'Hérault.
En 2010, le climat de la commune est de type climat méditerranéen franc, selon une étude s'appuyant sur une série de données couvrant la période 1971-2000. En 2020, Météo-France publie une typologie des climats de la France métropolitaine dans laquelle la commune est exposée à un climat méditerranéen et est dans la région climatique  Provence, Languedoc-Roussillon, caractérisée par une pluviométrie faible en été, un très bon ensoleillement (2 600 h/an), un été chaud (21,5 °C), un air très sec en été, sec en toutes saisons, des vents forts (fréquence de 40 à 50 % de vents > 5 m/s) et peu de brouillards.
Pour la période 1971-2000, la température annuelle moyenne est de 13,7 °C, avec une amplitude thermique annuelle de 16,8 °C. Le cumul annuel moyen de précipitations est de 960 mm, avec 6,8 jours de précipitations en janvier et 3,2 jours en juillet. Pour la période 1991-2020, la température moyenne annuelle observée sur la station météorologique la plus proche, située sur la commune de Vic-le-Fesq à 14 km à vol d'oiseau, est de 14,2 °C et le cumul annuel moyen de précipitations est de 844,7 mm,. Pour l'avenir, les paramètres climatiques de la commune estimés pour 2050 selon différents scénarios d'émission de gaz à effet de serre sont consultables sur un site dédié publié par Météo-France en novembre 2022.

### Milieux naturels et biodiversité

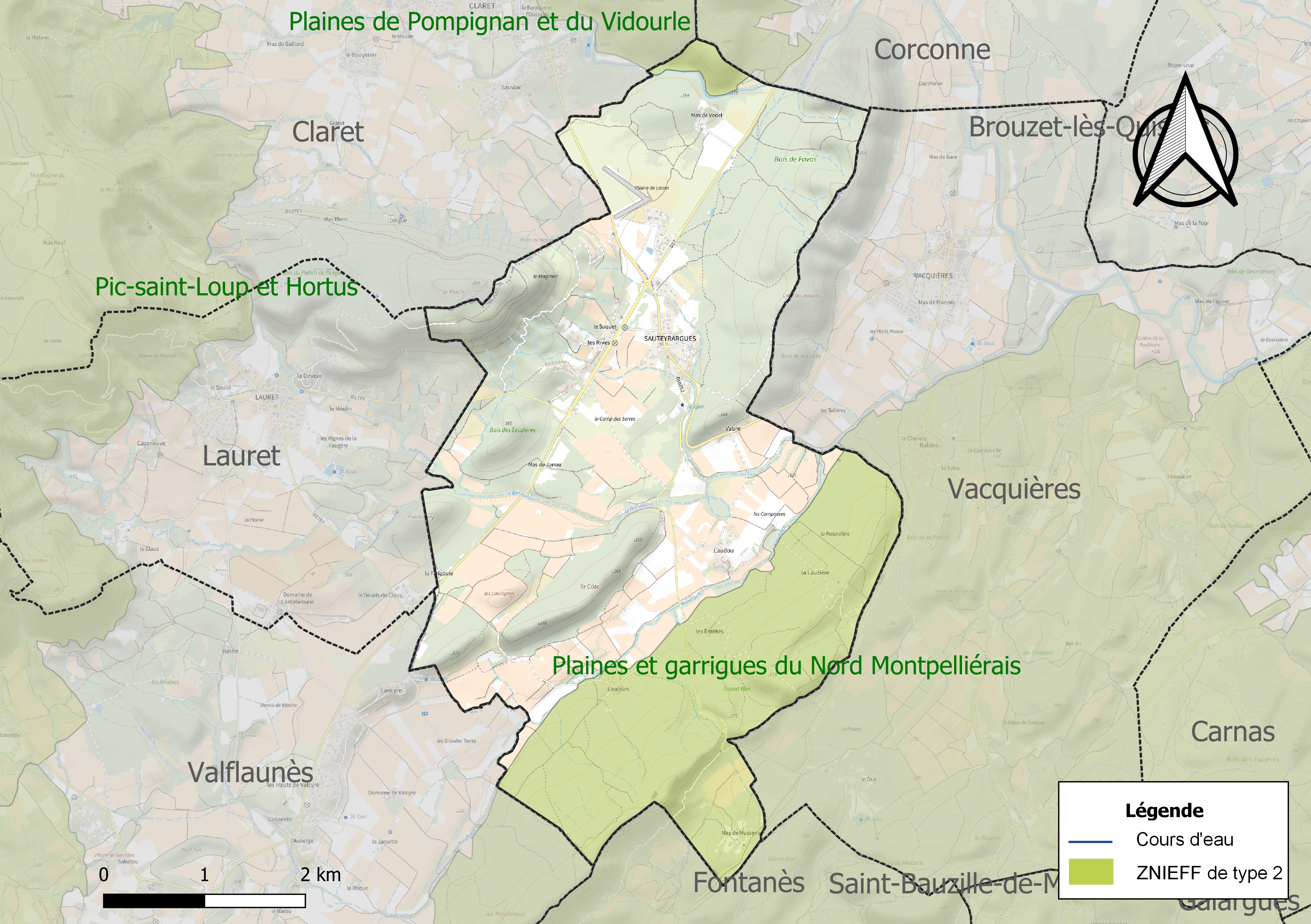
Carte des ZNIEFF de type 2 localisées sur la commune.

L’inventaire des zones naturelles d'intérêt écologique, faunistique et floristique (ZNIEFF) a pour objectif de réaliser une couverture des zones les plus intéressantes sur le plan écologique, essentiellement dans la perspective d’améliorer la connaissance du patrimoine naturel national et de fournir aux différents décideurs un outil d’aide à la prise en compte de l’environnement dans l’aménagement du territoire.
Deux ZNIEFF de type 2 sont recensées sur la commune :
- les « plaines de Pompignan et du Vidourle » (12 043 ha), couvrant 12 communes dont neuf dans le Gard et trois dans l'Hérault[8] ;
- les « plaines et garrigues du Nord Montpelliérais » (13 097 ha), couvrant 25 communes dont six dans le Gard et 19 dans l'Hérault[9].

## Urbanisme

### Typologie
Au 1er janvier 2024, Sauteyrargues est catégorisée commune rurale à habitat dispersé, selon la nouvelle grille communale de densité à sept niveaux définie par l'Insee en 2022.
Elle est située hors unité urbaine. Par ailleurs la commune fait partie de l'aire d'attraction de Montpellier, dont elle est une commune de la couronne,. Cette aire, qui regroupe 161 communes, est catégorisée dans les aires de 700 000 habitants ou plus (hors Paris),.

### Occupation des sols
L'occupation des sols de la commune, telle qu'elle ressort de la base de données européenne d’occupation biophysique des sols Corine Land Cover (CLC), est marquée par l'importance des forêts et milieux semi-naturels (66,3 % en 2018), une proportion sensiblement équivalente à celle de 1990 (66,8 %). La répartition détaillée en 2018 est la suivante : 
forêts (45,1 %), cultures permanentes (26,9 %), milieux à végétation arbustive et/ou herbacée (21,2 %), zones agricoles hétérogènes (6,8 %). L'évolution de l’occupation des sols de la commune et de ses infrastructures peut être observée sur les différentes représentations cartographiques du territoire : la carte de Cassini (XVIIIe siècle), la carte d'état-major (1820-1866) et les cartes ou photos aériennes de l'IGN pour la période actuelle (1950 à aujourd'hui).

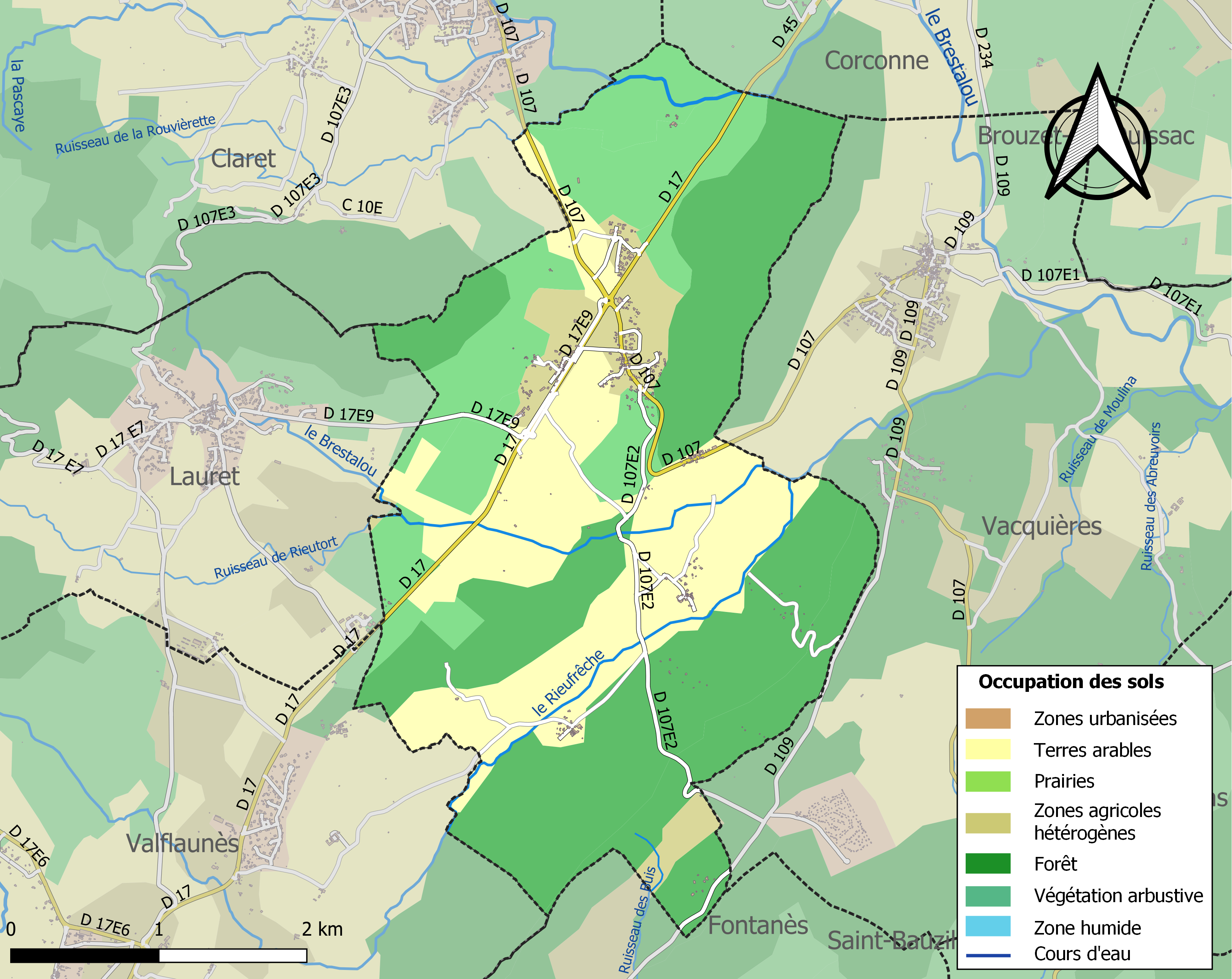
Carte des infrastructures et de l'occupation des sols de la commune en 2018 (CLC).

### Risques majeurs
Le territoire de la commune de Sauteyrargues est vulnérable à différents aléas naturels : météorologiques (tempête, orage, neige, grand froid, canicule ou sécheresse), inondations, feux de forêts et séisme (sismicité faible). Il est également exposé à un risque technologique,  le transport de matières dangereuses. Un site publié par le BRGM permet d'évaluer simplement et rapidement les risques d'un bien localisé soit par son adresse soit par le numéro de sa parcelle.

#### Risques naturels
Certaines parties du territoire communal sont susceptibles d’être affectées par le risque d’inondation par débordement de cours d'eau, notamment le Brestalou. La commune a été reconnue en état de catastrophe naturelle au titre des dommages causés par les inondations et coulées de boue survenues en 1982, 1992, 1994, 2001, 2002, 2005 et 2021,.
Sauteyrargues est exposée au risque de feu de forêt. Un plan départemental de protection des forêts contre les incendies (PDPFCI) a été approuvé en juin 2013 et court jusqu'en 2022, où il doit être renouvelé. Les mesures individuelles de prévention contre les incendies sont précisées par deux arrêtés préfectoraux et s’appliquent dans les zones exposées aux incendies de forêt et à moins de 200 mètres de celles-ci. L’arrêté du 25 avril 2002 réglemente l'emploi du feu en interdisant notamment d’apporter du feu, de fumer et de jeter des mégots de cigarette dans les espaces sensibles et sur les voies qui les traversent sous peine de sanctions. L'arrêté du 11 mars 2013 rend le débroussaillement obligatoire, incombant au propriétaire ou ayant droit,.

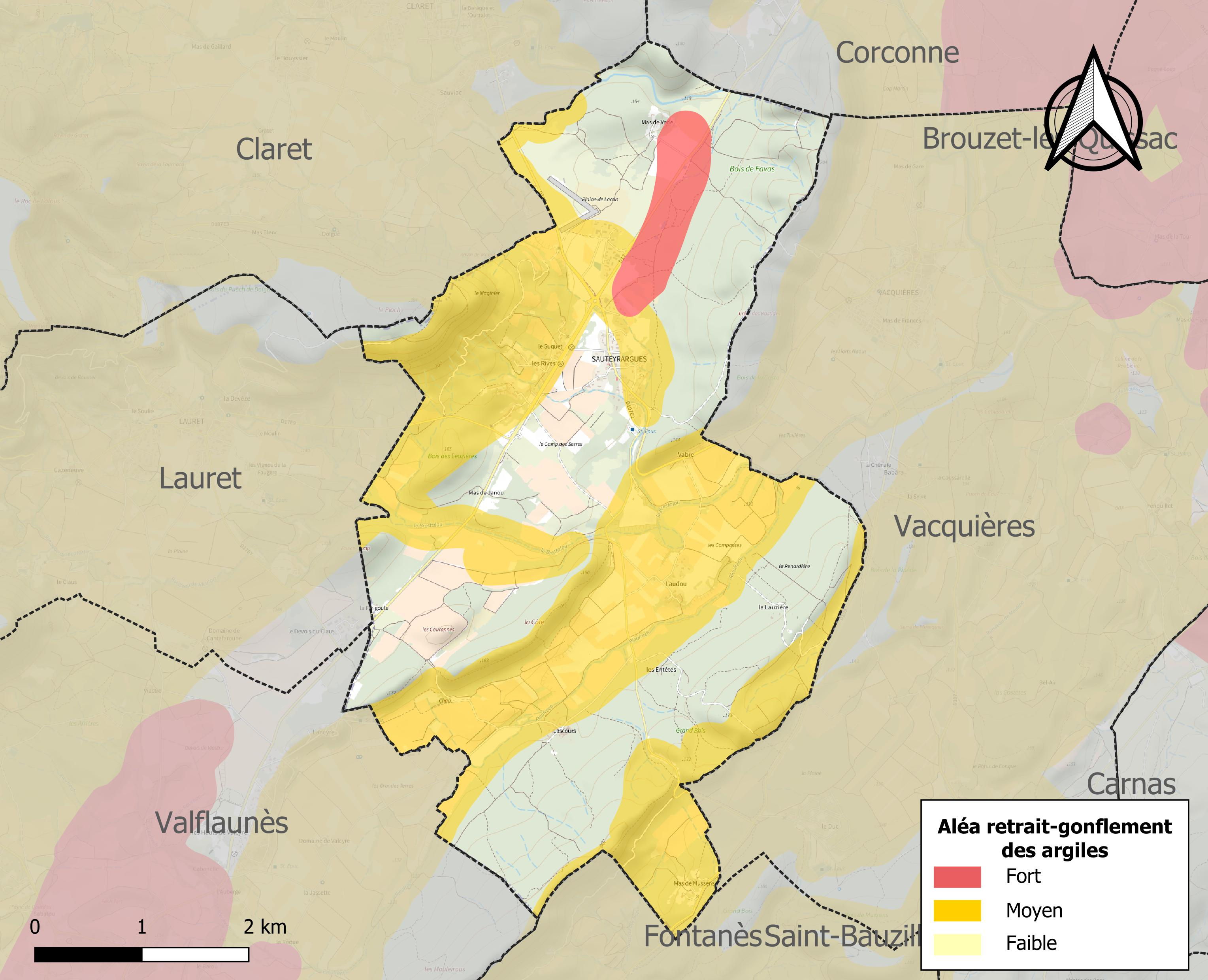
Carte des zones d'aléa retrait-gonflement des sols argileux de Sauteyrargues.

Le retrait-gonflement des sols argileux est susceptible d'engendrer des dommages importants aux bâtiments en cas d’alternance de périodes de sécheresse et de pluie. 52,7 % de la superficie communale est en aléa moyen ou fort (59,3 % au niveau départemental et 48,5 % au niveau national). Sur les 185 bâtiments dénombrés sur la commune en 2019, 126 sont en aléa moyen ou fort, soit 68 %, à comparer aux 85 % au niveau départemental et 54 % au niveau national. Une cartographie de l'exposition du territoire national au retrait gonflement des sols argileux est disponible sur le site du BRGM,.
Par ailleurs, afin de mieux appréhender le risque d’affaissement de terrain, l'inventaire national des cavités souterraines permet de localiser celles situées sur la commune.

#### Risques technologiques
Le risque de transport de matières dangereuses sur la commune est lié à sa traversée par des infrastructures routières ou ferroviaires importantes ou la présence d'une canalisation de transport d'hydrocarbures. Un accident se produisant sur de telles infrastructures est susceptible d’avoir des effets graves sur les biens, les personnes ou l'environnement, selon la nature du matériau transporté. Des dispositions d’urbanisme peuvent être préconisées en conséquence.

## Toponymie
La commune a été connue sous les variantes : villam S. Martini de Saltairanicis (1161), villam S. Martini de Saltairac (1208), S. Martini de Saytayranicis (1212), districto de Santayranicis (13e s.)n prior de Sautayranicis (1392), etc.
Le nom Sauteyrargues dérive de celui d'un domaine gallo-romain, gentilice latin Saltorius augmenté du suffixe -anicis.

## Histoire

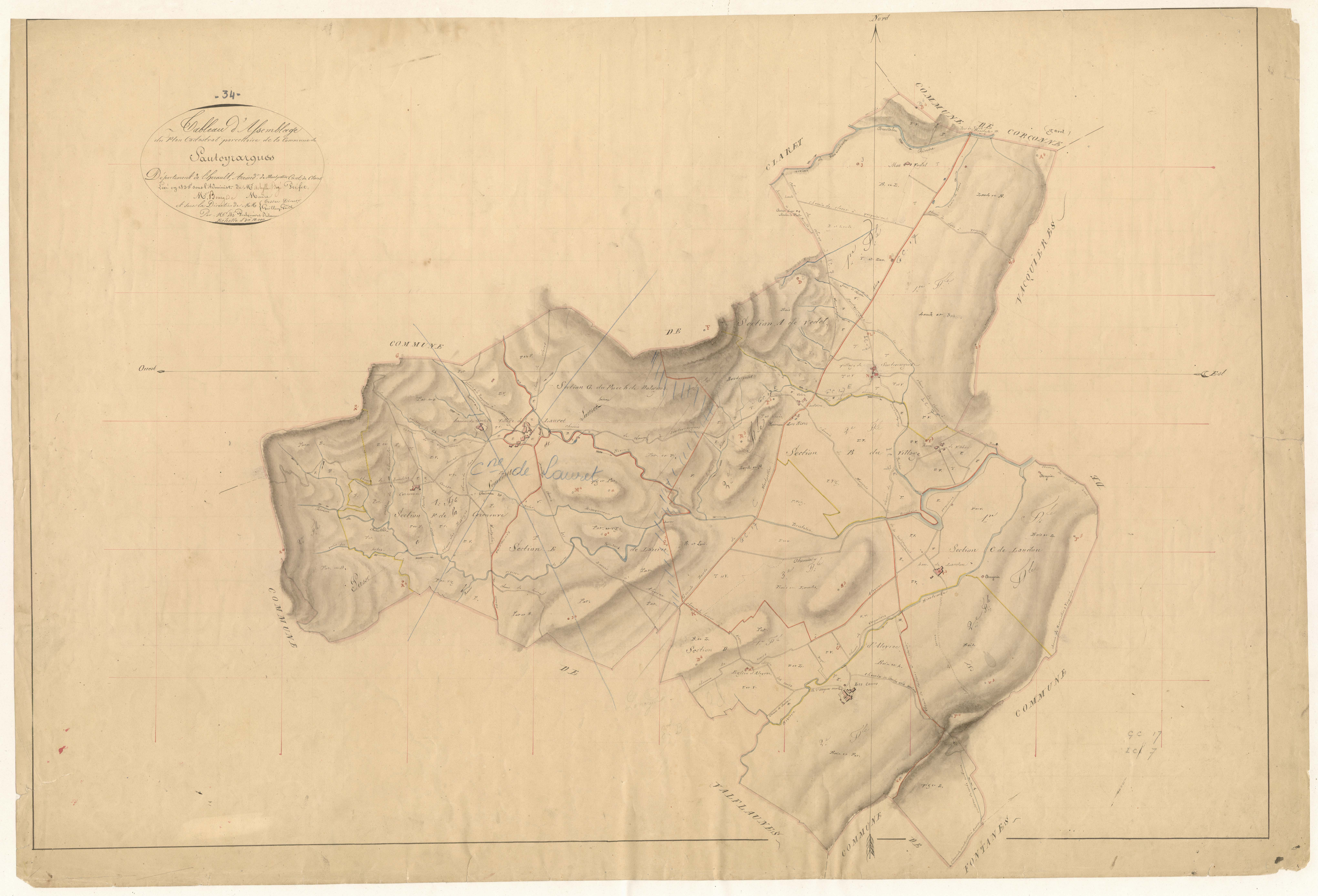
Plan cadastral (1835).

## Héraldique
| Blason de Sauteyrargues | Blason  | Ecartelé en sautoir : au premier d'azur au buste de Notre-Dame d'argent auréolée d'or, issant de la partition, accosté en chef des lettres A et M onciales du même, au deuxième de gueules à la croix vidée, cléchée et pommetée d'or, au troisième d'or aux quatre pals de gueules, au quatrième d'azur au manteau d'argent et une épée d'or brochant en barre sur le tout. |
| Blason de Sauteyrargues | Détails | Le statut officiel du blason reste à déterminer. |

## Politique et administration
| Période     | Période     | Identité                                 | Étiquette  | Qualité                                          |
| ----------- | ----------- | ---------------------------------------- | ---------- | ------------------------------------------------ |
| 1787        | 1793        | Antoine Avignon                          |            |                                                  |
| 1793        | 1799        | Louis Duverdier                          |            |                                                  |
| 1800        | 1815        | Antoine Peyrolle                         |            | Maire et officier public de l'état-civil         |
| 1815        | 1830        | François Bouis                           |            |                                                  |
| 1830        | 1833        | Antoine Bruguière                        |            |                                                  |
| 1834        | 1836        | Jean Peirolle                            |            | Cultivateur                                      |
| 1837        | 1838        | Laurent Bourgade                         |            |                                                  |
| 1838        | 1840        | Marc-Antoine Baille                      |            |                                                  |
| 1840        | 1843        | Charles Antoine Jean-Baptiste De Lajudie |            |                                                  |
| 1843        | 1847        | François Bouis                           |            |                                                  |
| 1847        | 1849        | Pierre Veray                             |            |                                                  |
| 1849        | 1855        | Marc-Antoine Plagniol                    |            |                                                  |
| 1855        | 1862        | René Serre                               |            |                                                  |
| 1862        | 1870        | Louis Joyeuse                            |            |                                                  |
| 1870        | 1871        | Jean Joseph Marie Lacombe                |            |                                                  |
| 1871        | 1884        | Charles Antoine Jean-Baptiste De Lajudie |            |                                                  |
| 1884        | 1887        | Jean Veray                               |            |                                                  |
| 1888        | 1896        | Léon Pierre Coudougnan                   |            |                                                  |
| 1896        | 1899        | Jean Veray                               |            |                                                  |
| 1899        | 1900        | Hippolyte Jean                           |            |                                                  |
| 1900        | 1903        | Léon Pierre Coudougnan                   |            |                                                  |
| 1904        | 1907        | Charles Jean                             |            |                                                  |
| 1908        | 1925        | Paul Bouis                               |            |                                                  |
| 1925        | 1927        | Gaston Nouvel                            |            |                                                  |
| 1927        | 1933        | Antonin Bouis                            |            |                                                  |
| 1933        | 1947        | Antonin Bouis                            |            |                                                  |
| 1947        | 1983        | Félix Couderc                            |            |                                                  |
| 1983        | 1989        | Bernard Vigouroux                        |            |                                                  |
| 1989        | 1995        | Joseph Diaz                              |            |                                                  |
| 1995        | mars 2008   | Michel Brissac                           |            |                                                  |
| mars 2008   | 18 mai 2020 | Eliette Charpentier                      | SE puis PS | Retraitée, conseillère départementale suppléante |
| 18 mai 2020 | en cours    | Gilles Berger                            |            | Technicien                                       |

## Démographie
L'évolution du nombre d'habitants est connue à travers les recensements de la population effectués dans la commune depuis 1793. Pour les communes de moins de 10 000 habitants, une enquête de recensement portant sur toute la population est réalisée tous les cinq ans, les populations de référence des années intermédiaires étant quant à elles estimées par interpolation ou extrapolation. Pour la commune, le premier recensement exhaustif entrant dans le cadre du nouveau dispositif a été réalisé en 2007.

En 2022, la commune comptait 435 habitants, en évolution de +7,41 % par rapport à 2016 (Hérault : +7,49 %, France hors Mayotte : +2,11 %).
| 1793 | 1800 | 1806 | 1821 | 1831 | 1836 | 1841 | 1846 | 1851 |
| ---- | ---- | ---- | ---- | ---- | ---- | ---- | ---- | ---- |
| 114  | 86   | 119  | 112  | 111  | 367  | 349  | 340  | 389  |

| 1856 | 1861 | 1866 | 1872 | 1876 | 1881 | 1886 | 1891 | 1896 |
| ---- | ---- | ---- | ---- | ---- | ---- | ---- | ---- | ---- |
| 395  | 395  | 385  | 174  | 142  | 122  | 128  | 147  | 154  |

| 1901 | 1906 | 1911 | 1921 | 1926 | 1931 | 1936 | 1946 | 1954 |
| ---- | ---- | ---- | ---- | ---- | ---- | ---- | ---- | ---- |
| 163  | 171  | 183  | 210  | 188  | 178  | 159  | 167  | 158  |

| 1962 | 1968 | 1975 | 1982 | 1990 | 1999 | 2006 | 2007 | 2012 |
| ---- | ---- | ---- | ---- | ---- | ---- | ---- | ---- | ---- |
| 115  | 87   | 86   | 133  | 187  | 300  | 316  | 319  | 380  |

| 2017 | 2022 | - | - | - | - | - | - | - |
| ---- | ---- | - | - | - | - | - | - | - |
| 410  | 435  | - | - | - | - | - | - | - |

## Économie

### Revenus
En 2018, la commune compte 158 ménages fiscaux, regroupant 400 personnes. La médiane du revenu disponible par unité de consommation est de 22 670 € (20 330 € dans le département).

### Emploi
|                | 2008   | 2013   | 2018  |
| -------------- | ------ | ------ | ----- |
| Commune        | 2,7 %  | 6,1 %  | 8,2 % |
| Département    | 10,1 % | 11,9 % | 12 %  |
| France entière | 8,3 %  | 10 %   | 10 %  |

En 2018, la population âgée de 15 à 64 ans s'élève à 268 personnes, parmi lesquelles on compte 74,4 % d'actifs (66,2 % ayant un emploi et 8,2 % de chômeurs) et 25,6 % d'inactifs,. Depuis 2008, le taux de chômage communal (au sens du recensement) des 15-64 ans est inférieur à celui de la France et du département.
La commune fait partie de la couronne de l'aire d'attraction de Montpellier, du fait qu'au moins 15 % des actifs travaillent dans le pôle,. Elle compte 82 emplois en 2018, contre 56 en 2013 et 77 en 2008. Le nombre d'actifs ayant un emploi résidant dans la commune est de 181, soit un indicateur de concentration d'emploi de 45,2 % et un taux d'activité parmi les 15 ans ou plus de 62,5 %.
Sur ces 181 actifs de 15 ans ou plus ayant un emploi, 37 travaillent dans la commune, soit 21 % des habitants. Pour se rendre au travail, 91,1 % des habitants utilisent un véhicule personnel ou de fonction à quatre roues, 1,7 % les transports en commun, 1,2 % s'y rendent en deux-roues, à vélo ou à pied et 6,1 % n'ont pas besoin de transport (travail au domicile).

### Activités hors agriculture

#### Secteurs d'activités
51 établissements sont implantés  à Sauteyrargues au 31 décembre 2019. Le tableau ci-dessous en détaille le nombre par secteur d'activité et compare les ratios avec ceux du département,.
| Secteur d'activité                                                                                        | Commune | Commune | Département |
| Secteur d'activité                                                                                        | Nombre  | %       | %           |
| --- | ------- | ------- | ----------- |
| Ensemble                                                                                                  | 51      | 100 %   | (100 %)     |
| Industrie manufacturière, industries extractives et autres                                                | 3       | 5,9 %   | (6,7 %)     |
| Construction                                                                                              | 17      | 33,3 %  | (14,1 %)    |
| Commerce de gros et de détail, transports, hébergement et restauration                                    | 14      | 27,5 %  | (28 %)      |
| Information et communication                                                                              | 1       | 2 %     | (3,3 %)     |
| Activités financières et d'assurance                                                                      | 3       | 5,9 %   | (3,2 %)     |
| Activités immobilières                                                                                    | 4       | 7,8 %   | (5,3 %)     |
| Activités spécialisées, scientifiques et techniques et activités de services administratifs et de soutien | 5       | 9,8 %   | (17,1 %)    |
| Administration publique, enseignement, santé humaine et action sociale                                    | 1       | 2 %     | (14,2 %)    |
| Autres activités de services                                                                              | 3       | 5,9 %   | (8,1 %)     |

Le secteur de la construction est prépondérant sur la commune puisqu'il représente 33,3 % du nombre total d'établissements de la commune (17 sur les 51 entreprises implantées  à Sauteyrargues), contre 14,1 % au niveau départemental.

#### Entreprises et commerces
Les cinq entreprises ayant leur siège social sur le territoire communal qui génèrent le plus de chiffre d'affaires en 2020 sont : 
- Auto-Pic34, commerce de voitures et de véhicules automobiles légers (1 738 k€) ;
- Ras Distribution, centrales d'achat non alimentaires (598 k€) ;
- Mecagroup, activités des sociétés holding (134 k€) ;
- Terrassements-Plus, travaux de terrassement courants et travaux préparatoires (88 k€) ;
- BY Olivier Claver, services d'aménagement paysager (78 k€).

### Agriculture
|               | 1988 | 2000 | 2010 | 2020 |
| ------------- | ---- | ---- | ---- | ---- |
| Exploitations | 16   | 11   | 7    | 8    |
| SAU (ha)      | 187  | 153  | 93   | 678  |

La commune est dans le « Soubergues », une petite région agricole occupant le nord-est du département de l'Hérault. En 2020, l'orientation technico-économique de l'agriculture  sur la commune est la viticulture. Huit exploitations agricoles ayant leur siège dans la commune sont dénombrées lors du recensement agricole de 2020 (16 en 1988). La superficie agricole utilisée est de 678 ha,,.

## Culture locale et patrimoine

### Lieux et monuments

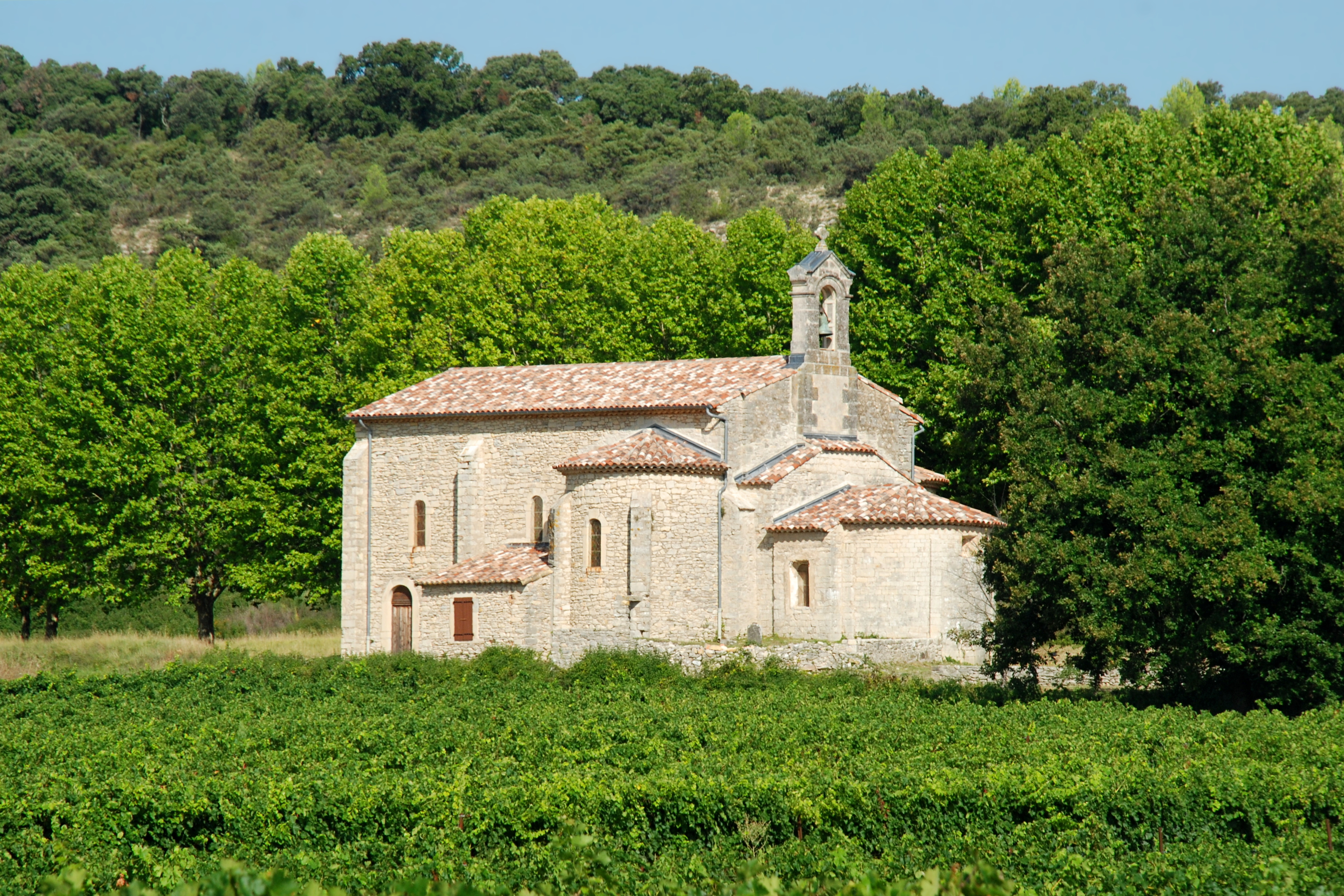
Chapelle Notre-Dame d'Aleyrac.

- Église Saint-Martin de Sauteyrargues. L'édifice a été inscrit au titre des monuments historiques en 1975[27].
- Chapelle Notre-Dame d'Aleyrac. L'abside et l'arc triomphal qui la précède, ont été inscrits au titre des monuments historiques en 1984[28].